# 倉吉市立久米中学校
倉吉市立久米中学校（くらよししりつ くめちゅうがっこう）は、鳥取県倉吉市横田にある公立中学校。

## 沿革
- 1947年4月 - 社村高城村北谷村中学校組合立久米中学校を設立。久米青年学校校舎と3つの小学校を仮校舎とする[2]。
- 1953年10月1日 - 倉吉市立久米中学校に改称。
- 1999年11月 - 久米中学校ホームページを開設。

## 部活動

### 運動部
- 野球部
- 陸上部
- ソフトテニス部女子
- バレーボール部女子
- バスケットボール部男子
- 卓球部男子
- 卓球部女子
- 駅伝部（夏季のみ）

### 文化部
- 吹奏楽部

## 進学前小学校
- 倉吉市立社小学校の一部
- 倉吉市立北谷小学校
- 倉吉市立高城小学校[3]

## 出身者
- 山松ゆうきち（漫画家）